# Alexandra Cunningham
Alexandra Cunningham é uma produtora de séries televisivas e escritora de argumentos estadunidense.
É mais conhecida pelo seu trabalho na série "Desperate Housewives". Já trabalhou também para as séries "NYPD Blue", "Fastlane", "Pasadena" e "Rome".